# Nelson Lukong
Pour les articles homonymes, voir Nelson.
Nelson Lukong est un ancien footballeur (gardien de but) camerounais, devenu second entraîneur des gardiens de l'AS Vita Club.

## Biographie

### Carrière en club

#### AS Vita Club
Il devient une légende du club lorsqu'il totalise 10 ans au club en 2018, il est finaliste de la coupe de la confédération 2018 et meilleur gardien du championnat congolais,.
En 14 ans au sein de l'AS Vita Club il joue 77 matchs en coupe d'Afrique.

### Carrière en sélection
Nelson n'a jamais été sélectionné en équipe nationale, même après avoir gagné la Coupe du Cameroun 2007 et a ensuite songé à adopter la nationalité congolaise.

## Palmarès
Les Astres FC
- Coupe du Cameroun (1) :
  - Vainqueur : 2007.

 AS Vita Club
- Ligue 1 (4)
  - Vainqueur : 2010, 2015, 2018, 2021
- Supercoupe du Congo (1)
  - Vainqueur : 2015